# Ganggrab von Keldernæs

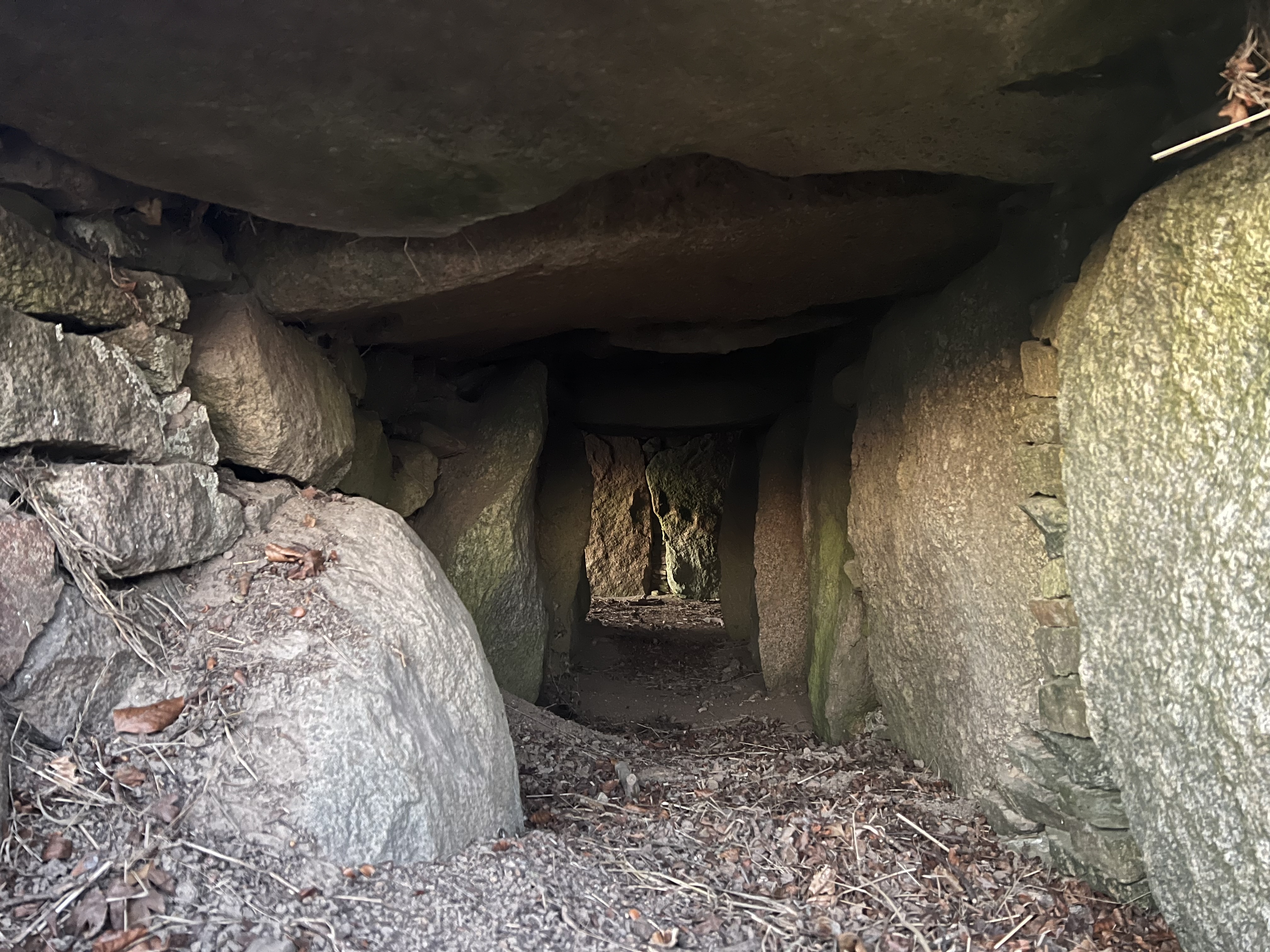
Ganggrab von Keldernæs

Das 1898 restaurierte Ganggrab von Keldernæs (dänisch Keldernæs Jættestue) liegt westlich des Keldernæsvej, südlich von Keldernæs und nördlich von Stokkemarke bei Maribo auf der Insel Lolland in Dänemark. Das Großsteingrab stammt aus der Jungsteinzeit etwa 3500–2800 v. Chr. und ist eine Megalithanlage der Trichterbecherkultur (TBK). Das Ganggrab ist eine Bauform jungsteinzeitlicher Megalithanlagen, die aus einer Kammer und einem baulich abgesetzten, lateralen Gang besteht. Diese Form ist primär in Dänemark, Deutschland und Skandinavien sowie vereinzelt in Frankreich und den Niederlanden zu finden.
Der 3,5 m hohe Hügel hat etwa 18,0 m Durchmesser und enthält die etwa 8,0 m lange und 2,5 m breite Kammer eines Ganggrabes aus 21 Tragsteinen und sechs Decksteinen. Der außen vergitterte Gang besteht aus neun Trag- und vier Decksteinen.
In der Nähe liegt das nur 2,25 m lange und 1,85 m breite Ganggrab von Rørmarken.